# Manuel II. Paleolog
Manuel II. Paleolog (grč. Μανουὴλ ὁ Παλαıολόγος, Manouḕl ho Palaiológos) (?, 1350. – Carigrad, 21. srpnja 1425.) je bio pretposljednji bizantski car, a vladao je 1391. – 1425.

## Životopis
Manuel je bio sin cara Ivana V. Paleologa i Helene Kantakuzene. U to vrijeme najveći protivnici Bizanta bili su Osmanlije, koji su osvajanjima sveli carstvo na malu državicu te posve osvojili Malu Aziju. Turci su prešli i preko Bospora te su zauzeli Trakiju, Makedoniju, a bitkom na Kosovu 1389. godine posve su uništili srpsku vojsku.
Car Ivan V. je 1365./66. otputovao u Ugarsku na dvor kralja Ludovika I. Velikog da bi zatražio pomoć, a Manuel ga je pratio. Međutim, ugarski je kralj tražio da se car preobrati na rimokatoličku vjeru pa se Ivan, neobavljena posla odlučio vratiti natrag, ali je prvremeno bio zaustavljen u Bugarskoj. Godine 1369. Ivan V. uputio se, preko Napulja u Rim kako bi ishodio pomoć te se tijekom velebne ceremonije obratio na rimokatoličku vjeru. Međutim, taj njegov čin ostao je bez odjeka u Bizantu gdje bizantski kler nije ni pomišljao prihvatiti takvu opciju pa je to u biti ostao carev individualni čin, a crkvena unija nije ostvarena, niti se bilo što promijenilo. Unatoč promašaju, car se nije odmah vratio u domovinu, već je 1370. godine posjetio Veneciju kako bi izmolio barem novćanu pomoć. Dobio je od Mletačke Republike obećanje o povratu carskih krunskih dragulja, šest transportnih brodova i 25000 dukata te predujam od 4000 dukata, a zauzvrat je Mlečanima ustupio grad Taned smješten na ulazu u Dardanele. Međutim, Andronik ga je odbio predati Veneciji te je doveo oca u težak položaj. Tada je ocu priskočio u pomoć mlađi sin Manuel koji je vladao u Solun te je uz ponižavajuće uvjete platio dugove svog oca i vratio ga 1371. godine u Carigrad. Brzo opadanje carstva najbolje se moglo vidjeti na slabljenju bizantskog novca i umjetnosti. Bizantski zlatnik je stoljećima bio vodeća valuta, ali ga je sada zamijenio mletački dukat.
Poslije bitke na rijeci Marici 1371. godine, Bizant i Bugarska su stupili u vazalni odnos prema Osmanskom Carstvu. U trenutku kada je car Ivan V., 1373. godine, ispunjavao vazalne uvjete prema osmanskom sultanu Muratu I. u Maloj Aziji, pobunio se protiv njegove vlasti Andronik IV., udružen s osmanskim princom Saudžijem Čelebijem. Međutim, sultan je ugušio pobunu, a car je kaznio sina Andronika i njegova sina oduzevši im pravo na nasljedstvo prijestolja, a za suvladara je 1373. godine proglasio mlađeg sina Manuela.
Sukob oko grada i otoka Teneda se nastavio ulaskom Genove u nadmetanje za taj grad. Budući da ga je Ivan V. obećao Mlečanima, Đenovljani su izvršili smjenu vlasti na carigradskom prijestolju, tako što su 1376. godine oslobodili Andronika IV. iz zarobljeništva i pomogli mu da preuzme carsku krunu. Ivan V. i Manuel su zatočeni, a Taned je predan Genovi. Međutim, grad je ostao vjeran Ivanu V. pa su ga u listopadu osvojili Mlečani, nakon čega je izbio rat za taj grad. Zbog tih događaja, Mlečani su pomogli Ivanu V. i Manuelu II. da se oslobode zatočeništva te su ih vratili na prijestolje, uz odobrenje sultana, koji je obavezao cara na plaćanje danka i vojnu službu. Postalo je očito da je nekoć moćno Carstvo, sada svedeno na mali teritorij, tek puki objekt u nadigravanju velikih sila.
Po preuzimanju vlasti, car je podijelio Carstvo, tako da je sam zadržao kontrolu nad Carigradom, Androniku je oredao gradove na Mramornom moru, Manuelu je prepustio Solun, a Teodoru je 1382. godine prepustio upravu nad Peloponezom. Iste godine je Manuel II. zaratio protiv Osmanlija, ali Turci su ga nadjačali, zauzeli Ser početkom jeseni 1383. godine i počeli opsadu Soluna. Nakon više od tri godine opsade, Solun je 1387. godine pao pod osmansku vlast, a Manuel je pobjegao na otok Lezb. Dolaskom na vlast sultana Bajazida I. situacija u osiromašenim ostacima Carstva postala je još težom. Uz pomoć sultana, Andronikov sin Ivan VII. osvojio je 14. travnja 1390. godine glavni grad i preuzeo krunu. Tada je Manuel II. krenuo protiv nećaka i 17. rujna se probio u Carigrad, potjerao suparnika i vratio oca na prijestolje. Sultan je priznao novu promjenu na carskom tronu, a Manuel je otišao kao vazal na sultanov dvor.
Godine 1391. umro je car Ivan V., a Manuel je pobjegao iz Bruse, gdje se nalazio na dvoru sultana Bajazida I., i požurio prema Carigradu kako bi preuzeo carsku krunu prije nego što ju se domogne njegov častohlepni nećak Ivan VII. U trenutku preuzimanja carskog prijestolja, Carstvo se svelo na samu prijestolnicu, jer osim Moreje, Bizantinci više nisu raspolagali ni s kojim teritorijem. U tom trenutku stanovništvo prijestolnice spalo je na svega 40-50.0000 ljudi.
Uskoro je sultan Bajazid I. opet otvoreno napao Bizant i njemu susjedne krajeve. Opustošio je kopnenu Grčku, 1393. srušio je Bugarsko Carstvo, a dvije godine kasnije osvojio je i Moreju te Dobrudžu. Dana 25. rujna 1396. osmanska je vojska teško porazila križarsku vojsku pod vodstvom ugarskog kralja Žigumnda, a sljedeće su godine Turci zauzeli i Atenu. U takvoj, za Carstvo izuzetno teškoj situaciji, car Manuel II. poslao je poziv u pomoć Rusiji, papi, mletačkom duždu, te Engleskoj, Francuskoj i Aragonu.
U prosincu 1399. godine, Manuel je ostavio Carigrad u rukama Ivana VII. i zaputio se na Zapad tražiti pomoć za borbu protiv Turaka, baš kao što je nekoć to isto uradio i njegov otac. Prvo se zaputio u Veneciju i brojne talijanske gradove, a zatim je otišao u Pariz i otamo u London. Bio je jedini bizantski car koji je ikad posjetio Englesku. U goste ga je primio engleski kralj Henrik IV. Boravio je od prosinca 1400. do siječnja 1401. u Elthamskoj palači, a u njegovu čast je priređeno viteško natjecanje. Henrik je poslao novčanu potporu Manuelu II. nakon njegova odlaska, da bi mu pomogao protiv Osmanskog Carstva. Premda nije postigao osnovni cilj svog puta, laknulo mu je kada je, boraveći ponovno u Parizu, doznao da je turska vojska teško poražena u bitci kod Ankare 1402. godine. Taj događaj je donio kratkotrajno, ali bitno olakšenja za položaj Carstva. Bizant se oslobodio vazalnih obaveza i plaćanja danka Turcima te je ponovno zadobio Solun s okolicom, Halkidiku zajedno s Atosom, kao i značajan obalni pojas na Crnom i Mramornom moru.
Tijekom građanskog rata u Osmanskom Carstvu, nakon zatočenja i smrti sultana Bajazida, Bizant je isprva bio na strani Sulejmana protiv Muse, a kada je Musa izvojevao pobjedu nad bratom i zaprijetio Carigradu, Manuel II. se udružio s trećim bratom Mehmedom I. i despotom Stefanom Lazarevićem te pobijedio Musu i osigurao Mehmedu prijestolje. Za njegove vladavine trajali su dobri odnosi između slabašnog Bizanta i Osmanskog Carstva.
Poslije Mehmedove smrti 1421. godine, naslijedio ga je ratoborni sin Murat II. (1421. – 1451.) koji je obnovio neprijateljstvo s Bizantom. Carev sin i suvladar Ivan VIII. pokušavao je iskoristiti pretendenta Mustafu, ali nakon što se Murat obračunao s njim krenuo je na Carigrad te je 8. lipnja 1422. ogdine otpočeo opsadu grada. Snažne utvrde su još jednom spasile prijestolnicu, a sultan se povukao neobavljena posla. Sljedeće godine Turci su ponovno provalili u južnu Grčku i opustošili Moreju. Godine 1424. ipak je postignut mir tako što se Manuel II. opet obvezao na plaćanje danka osmanskom sultanu.
Pod stare dane Manuel II. se povukao iz vladarskih poslova te predao upravu sinu Ivanu VIII., a život je završio u manastiru kao monah Matija.